# Seleção Sarkense de Futebol
A Seleção Sarkense de Futebol representa a pequena Ilha de Sark, que tem apenas 612 habitantes.
Sark jogou somente apenas quatro vezes, todas em 2003, contra Gibraltar, Ilha de Wight, Groenlândia e Froya. No total, levou 70 gols e não marcou nenhum. O feito negativo fez com que a ilha se tornasse a primeira seleção a não marcar ao menos um gol
A entidade organizadora do futebol na ilha é a Associação de Futebol de Sark.
O time de Sark é composto por cerca de 3% da sua população.

## Últimos jogos
| Data                | Local               | Seleção     | Placar | Seleção       | Competição                          |
| ------------------- | ------------------- | ----------- | ------ | ------------- | ----------------------------------- |
| 29 de junho de 2003 | Blanche Pierre Lane | Gibraltar   | 19 - 0 | Sark          | Futebol nos Jogos das Ilhas de 2003 |
| 30 de junho de 2003 | Blanche Pierre Lane | Sark        | 0 - 20 | Ilha de Wight | Futebol nos Jogos das Ilhas de 2003 |
| 1 de julho de 2003  | Blanche Pierre Lane | Groenlândia | 16 - 0 | Sark          | Futebol nos Jogos das Ilhas de 2003 |
| 3 de julho de 2003  | Arsenal Ground      | Frøya       | 15 - 0 | Sark          | Futebol nos Jogos das Ilhas de 2003 |

## Elenco atual
| Nome                    | Posição    | Clube atual       |
| ----------------------- | ---------- | ----------------- |
| Leon Burletson          | Goleiro    | Stade Lavallois   |
| Kevin Adams             | Goleiro    | La Montagnard     |
| Rob Boerenbeker         | Zagueiro   | FC Canal          |
| Simon Couldridge        | Zagueiro   | FC Canal          |
| Darren Dewe             | Zagueiro   | Mont de Marsan FC |
| Richard Barrie Dewsbury | Zagueiro   | FC Canal          |
| Wayne Dolan             | Zagueiro   | FC Canal          |
| Joshua Dolph            | Zagueiro   | TA Rennes         |
| Christopher Drillot     | Zagueiro   | FC Canal          |
| Simon Elmont            | Zagueiro   | FC Canal          |
| Stuart Forbes           | Meio Campo | FC Canal          |
| Rowan Gill              | Meio Campo | FC Canal          |
| Peter Guille            | Meio Campo | FC Canal          |
| Gary Hammon             | Meio Campo | FC Canal          |
| Matt Joyner             | Meio Campo | FC Canal          |
| Jason Lewis             | Meio Campo | FC Canal          |
| Kevin McMullen          | Meio Campo | FC Canal          |
| James Neville           | Meio Campo | FC Canal          |
| Lan Southern            | Atacante   | FC Canal          |
| Matthew Stokes          | Atacante   | FC Canal          |
| John Weeks              | Atacante   | FC Canal          |